# Technische Normen, Gütevorschriften und Lieferbedingungen
Die Technischen Normen, Gütevorschriften und Lieferbedingungen (TGL) waren von 1955 bis 1990 in der Deutschen Demokratischen Republik (DDR) von staatlicher Seite erarbeitete verbindliche Standards für materielle und immaterielle Gegenstände.

Kopfzeile einer TGL

Die TGL-Standards waren – im Gegensatz zur DIN-Norm in der Bundesrepublik Deutschland – Vorschrift mit Gesetzescharakter und galten nicht nur als Empfehlung. Sie wurden in Gesetzblatt-Sonderdrucken, TGL-Taschenbüchern und in Zeitschriften veröffentlicht. Für die gesamte Volkswirtschaft galten die DDR-Standards und die Fachbereich-Standards; für die jeweiligen Betriebe galten die Werk-Standards.
Zuständig für die Standards war eine staatliche Behörde mit Sitz in Berlin-Köpenick. Diese wurde 1946 als Deutsches Amt für Maß und Gewicht (DAMG) gegründet, 1961 in Deutsches Amt für Meßwesen (DAM), 1964 in Deutsches Amt für Meßwesen und Warenprüfung (DAMW) und 1971 in Amt für Standardisierung, Meßwesen und Warenprüfung (ASMW) umbenannt. 1990 wurde das ASMW durch das Deutsche Institut für Normung (DIN) übernommen.
In TGL-Qualitätsvorschriften wurden Mindestgütevorschriften zur Erteilung des Gütezeichens der DDR definiert. Die TGL regelten einen größeren Themenumfang als vergleichbare DIN-Normen und waren zugleich der allgemein bekannte Stand der Technik in der DDR.
Im Maschinenbaubereich waren viele TGL mit ihren DIN-Entsprechungen identisch oder stimmten in weiten Teilen überein, um die Westexporte der DDR-Maschinenbaubetriebe nicht zu gefährden. Klares Erkennungsmerkmal hierfür war die Benummerung mit führender Null, z. B. gab es eine TGL 0-933, welche auf der DIN 933 basierte. Für eine TGL 0-… gab es (fast) immer eine DIN… gleichen Inhalts.
Es gab allerdings auch TGL zu gleichen Themen wie DIN, die sich aber im Laufe der Zeit in unterschiedliche Richtung entwickelt haben. Ein Beispiel hierfür ist die TGL 18395 Druckfedern. Drahtdurchmesser 0,5 bis 16 mm. Hierzu gibt es die ähnliche DIN 2098-1 Zylindrische Schraubenfedern aus runden Drähten; Baugrößen für kaltgeformte Druckfedern ab 0,5 mm Drahtdurchmesser. Beide Normen unterscheiden sich aber in Bezeichnungsaufbau und auch in den Auswahlreihen, so dass heute noch Druckfedern nach TGL 18395 eingesetzt werden, da diese nicht mit Federn nach DIN 2098-1 austauschbar sind. Für Talsperren galt zum Beispiel die TGL 21239. Sie gilt heute noch dort, wo in der DIN 19700 nichts anderes geregelt ist.
Heute verfügen die Universitätsbibliothek Weimar und die Deutsche Nationalbibliothek (DNB) über umfassende Sammlungen an TGL und Verzeichnissen staatlicher Standards der DDR. Die digitalisierten TGL-Bestände sind über den Katalog der Deutschen Nationalbibliothek und das TGL-Verzeichnis der Universitätsbibliothek Weimar online kostenfrei zugänglich. Die Digitalisierung der Weimarer TGL-Sammlung erfolgt zusammen mit dem Bundesinstitut für Bau-, Stadt- und Raumforschung (BBSR). Beide Projekte werden fortgesetzt.